# Serratule des teinturiers
Serratula tinctoria
Espèce

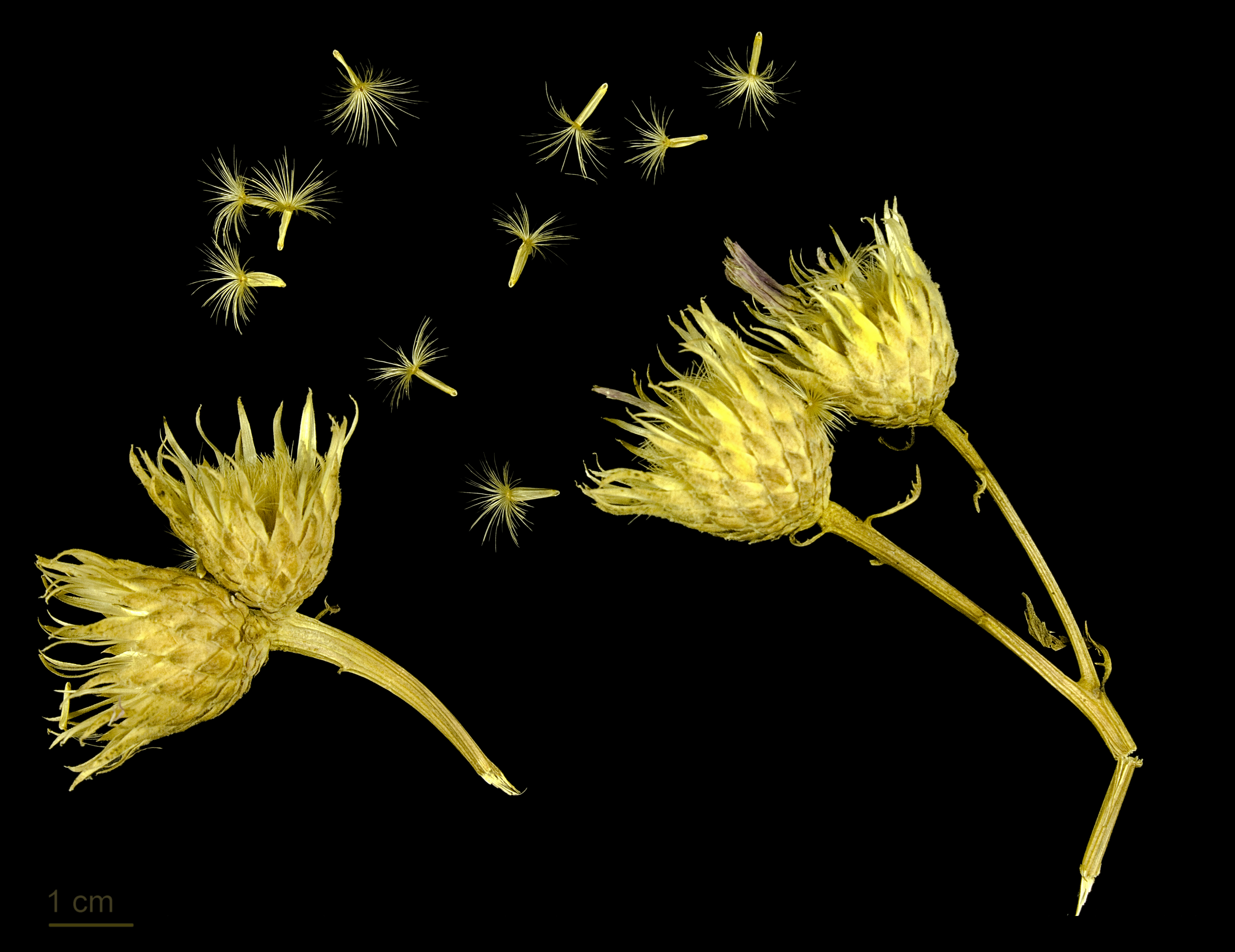
Serratula tinctoria - Muséum d'histoire naturelle de Toulouse.

La Serratule des teinturiers ou Sarrette des teinturiers (Serratula tinctoria) est une plante herbacée de la famille des Asteracées.

## Description
La Serratule des teinturiers est une plante vivace pouvant atteindre 1 m de haut, à tige rameuse. Les feuilles sont rudes, dentées et profondément divisées. Les fleurs, rouge-pourpre ou mauve, sont regroupées en capitules de 1,5 à 2 cm de long.

## Habitat et répartition
L'espèce de base croît dans les prés, les bois, les landes de presque toute la France et d'une grande partie de l'Europe.

## Origine du nom
La plante était autrefois utilisée en teinturerie car ses feuilles contiennent une substance employée pour la fabrication d'un colorant jaune.

## Sous-espèces
La Serratule des teinturiers a plusieurs sous-espèces intéressantes qui diffèrent de façon importante de l'espèce de base sur le plan de l'habitat et de la répartition. Ainsi, Serratula tinctoria subsp. monticola (la Serratule à gros capitules) est une espèce de montagne (>1 100 m d'altitude) caractéristique des mégaphorbiaies subalpines à montagnardes, sur sol acide, qui pousse surtout dans le Massif central et les Alpes. Serratula tinctoria subsp. seoanei (la Serratule de Galice) est elle caractéristique de l'extrême ouest de l'Europe (nord de l'Espagne, sud-ouest de la France, monts d'Arrée).

## Statut de protection
Cette plante est placée sur la liste des (~300) espèces végétales menacées en Wallonie.